# Konnerud
Konnerud är en tidigare tätort i Drammens kommun i Buskerud fylke i sydöstra Norge. Orten ligger vid sidan av Europaväg 134, sydväst om staden Drammen. Den räknas numera som en del av tätorten Drammen.